# 1880-1889

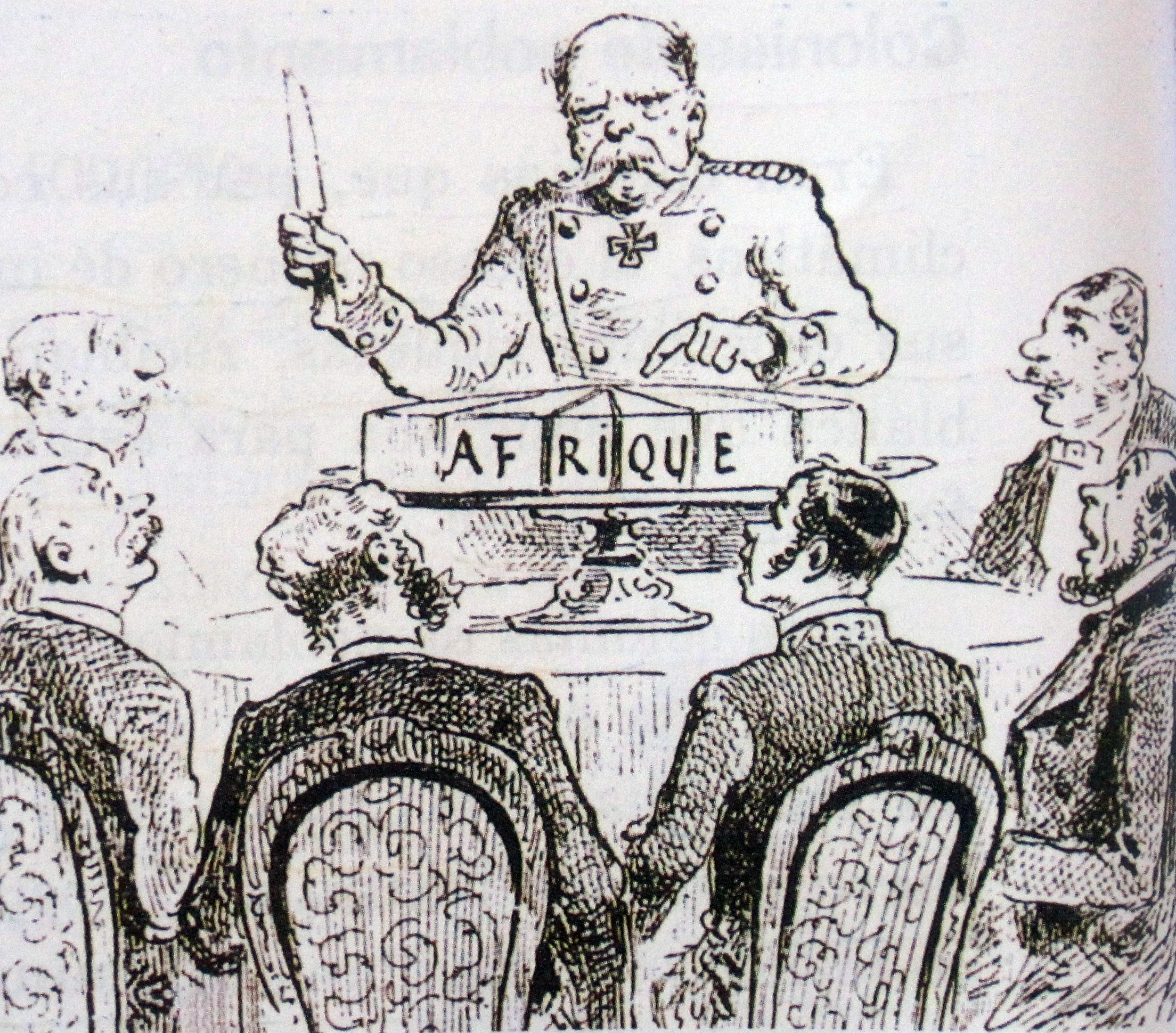
Koloniale Conferentie van Berlijn

De jaren 1880-1889 (van de christelijke jaartelling) zijn een decennium in de 19e eeuw.

## Meerjarige gebeurtenissen en ontwikkelingen
Europa
- 1881 : Tsaar Alexander II van Rusland wordt vermoord. Pogroms vinden in meer dan 200 plaatsen plaats, waaronder Kiev, Jelisavetgrad, Odessa en Warschau. De pogingen die Alexander II heeft gedaan om meer autonomie te geven aan het Russische volk worden door zijn zoon Alexander III volledig tenietgedaan. Als gevolg van de moord op zijn vader is hij van mening dat deze vorm van vrijheid alleen maar zal zorgen voor meer revolutionaire ideeën. Hij voert dan ook een reactionair bewind. Hij ontslaat de liberaal gezinde ministers van zijn vader, beperkt de bevoegdheden van de zemstvo's, verscherpt het staatstoezicht op middelbaar en hoger onderwijs, breidt de bevoegdheden van de politie aanzienlijk uit en ageert als behoeder van de orthodoxie streng tegen joden, rooms-katholieken en protestanten. Opstandelingen en dissidenten worden massaal naar Siberië verbannen.
- 1881 : Carol I wordt de eerste koning van Roemenië.
- 1882 : Milan IV Obrenović wordt koning van het Koninkrijk Servië.
- 1882 : Italië sluit zich aan bij de Tweebond, die daarmee een Driebond wordt. Deze as staat haaks op de Driekeizersbond die Duitsland en Oostenrijk met Rusland hebben.
- 1885 : Servisch-Bulgaarse Oorlog. Beide landen twisten over de regio Oost-Roemelië.
- 1886 : Landoorlog. In Ierland flakkert de onrust op het platteland weer op. Mikpunt wordt de Engelse gepensioneerde officier Charles Boycott. Geen landarbeider wil nog voor hem werken en geen winkelier wil hem iets leveren. De Engelse taal houdt er het woord "boycot" aan over. Zelfbestuur blijft onbespreekbaar.
- 1887 : Generaal Boulanger richt een politieke partij op. Deze generaal en minister van oorlog spint een web van revanchisten, clericalisten en bonapartisten, maar durft op het beslissende moment niet door te zetten.
- 1887 : Herverzekeringsverdrag. De Russen verlaten het Driekeizersbond, Bismarck wil met de Russen geen conflict.

België
- Édouard Empain richt zijn eerste onderneming op: de Railways Economiques de Liège-Seraing et Extensions (RELSE) om de tramlijn van Luik naar Jemeppe-sur-Meuse te bouwen en te exploiteren. De lijn wordt in 1882 geopend. Ze wordt een groot succes en daarom richt hij ook in Gent een onderneming op om tramlijnen te bouwen en uit te baten. De Staat ziet dit met lede ogen gebeuren en richt de Nationale Maatschappij van Buurtspoorwegen op in 1884.
- In 1884 wordt de katholieke partij Fédération des Cercles catholiques et des Associations conservatrices opgericht, die de geëxcommuniceerde liberalen bij de verkiezingen verpletterend verslaat. De partij zal de volgende dertig jaren alleen of in coalitie aan de regering blijven.
- Onder de katholieke regering van August Beernaert komt de eerste sociale wetgeving tot stand. In 1885 wordt de Belgische Werkliedenpartij opgericht. Een jaar later ontstaat de 'Antisocialistische Katoenwerkersbond'. De arbeiders raken verdeeld.

Nederland
- In 1881 wordt een parlementaire enquête gehouden naar de aanleg en de werking van het spoorwegnet. De Kamer concludeert dat de vrije concurrentie op het spoor ongewenste neveneffecten heeft, zoals onduidelijkheid en onnodig lange reistijden. Intussen worden de maatschappijen tegen elkaar uitgespeeld door enkele grote opdrachtgevers in het goederenvervoer. Dit leidt tot de ondergang van het Centraalspoor en het Rijnspoor. In 1890 sluit de staat een akkoord met de overgebleven Maatschappij tot de Exploitatie van Staatsspoorwegen en de Hollandse IJzeren Spoorweg Maatschappij, die voortaan elkaars spoorlijnen mogen gebruiken.
- Aletta Jacobs verzoekt aan de gemeente Amsterdam om op de lijst van kiezers te worden geplaatst. Ze is ingezetene en voldoet aan de andere eisen van de Kieswet. De gemeente antwoordt dat uit de geest van de Kieswet blijkt, dat dit recht aan de vrouw niet toekomt. Op aanraden van mr. Sam van Houten gaat Jacobs in cassatie bij de Hoge Raad, die ten slotte bepaalt dat het woord "ingezetene" geen betrekking heeft op vrouwen; "anders ware dit uitdrukkelijk vermeld".
- In Nederland wordt de Neo-Malthusiaanse Bond opgericht om geboortebeperking te bevorderen. De bond geeft het "middelenboekje" uit en verkoopt condooms en pessariums.
- Aan de Noordzeekust verrijzen badhotels voor de Europese beau monde, zoals Hotel Les Bains in Vlissingen, het Badpaviljoen in Domburg, het Kurhaus in Scheveningen en de Kurzaal in Zandvoort.
- 1884 – In Nederland sterft de laatste zoon van de koning, kroonprins Alexander. De vierjarige prinses Wilhelmina wordt troonopvolger. In 1885 wordt het Nassau familieverdrag bevestigd volgens hetwelk de groothertogelijke waardigheid in Luxemburg na het overlijden van Willem III zal overgaan naar het hoofd van de Walramse Linie van het Huis Nassau.

Afrika
- 1880-1881 : Eerste Boerenoorlog. De Transvaalse Boeren weten zich te handhaven. Wel moet Paul Kruger in Londen koningin Victoria als soeverein erkennen, maar de Boerenrepublieken blijven baas in eigen huis.
- 1886 : Witwatersrand-goldrush. De vondst van goud in de Witwatersrand lokt vele uitlanders naar de boerenrepubliek, vooral Engelsen, Schotten en Australiërs.
- 1880-1881 : Gewerenoorlog. Poging tot ontwapening van de Basotho door de Kaapkolonie, zonder succes.
- 1881 : Tunesië wordt een Frans protectoraat.
- 1882 : Egypte onder Britse overheersing – Britse mariniers bezetten het Suezkanaal en maken een einde aan de revolte van Urabi.
- 1883 : Slag bij El Obeid. Een Brits-Egyptisch leger wordt verslagen door de zelfverklaarde Mahdi Mohammed Ahmad ibn Abd Allah van Soedan. Noord-Soedan is sinds 1820 een onderdeel van het Kedivaat Egypte.
- Duitsland, dat nog geen koloniën heeft, stelt particuliere handelsposten onder staatsbescherming: in april 1884 het door de zakenman Adolf Lüderitz verworven Duits-Zuidwest-Afrika, in juli Togoland en de bezittingen van Adolph Woermann in Duits-Kameroen, in februari 1885 het door Carl Peters verworven Duits-Oost-Afrika. In de Conferentie van Berlijn wordt Afrika verdeeld onder de koloniale mogendheden.
- 1887 : De Franse ontdekkingsreiziger Louis-Gustave Binger vertrekt van Bamako (Mali) naar Kong (Ivoorkust).
- 1888 : Cecil Rhodes richt de mijnonderneming De Beers op.
- 1889 : Menelik II, koning (negus) van Shewa, wordt dankzij Europese wapens, keizer van Ethiopië en vergroot zijn rijk drie keer. Zijn nieuwe hoofdstad is Addis Abeba.

Amerika

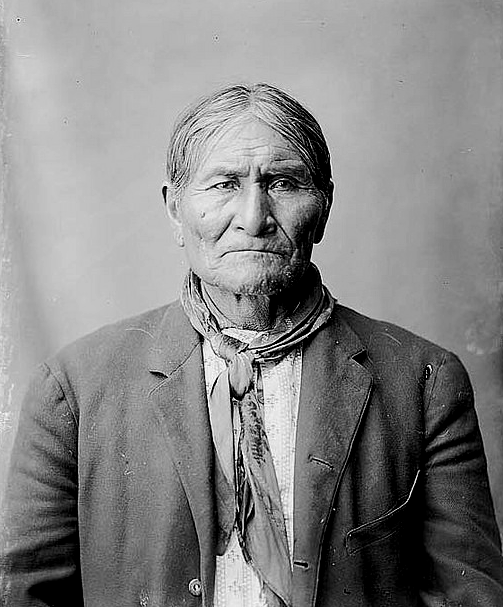
Geronimo

- 1880 – Begin van het uitgraven van het Panamakanaal onder leiding van Ferdinand de Lesseps. De grondwerkers lijden grote ontberingen en velen sterven aan malaria.
- Tussen 1879 en 1884 woedt de Salpeteroorlog in Zuid-Amerika. Behalve om het in Europa zeer gewilde salpeter gaat het ook om koper. Bolivia verliest de provincie Litoral aan Chili, en daarmee haar verbinding met de zee. Ook Peru, waarvan de hoofdstad Lima van 1881 tot 1883 in Chileense handen is, raakt een deel van zijn kust kwijt.
- In 1881 verschijnt de eerste column van Ambrose Bierce onder de naam The Devil's Dictionary in een publicatie genaamd Wasp, en tot 1886 verschijnen 88 afleveringen van 15 tot 20 definities elk afgewisseld door satirische of absurde gedichten.
- De immigratie in de Verenigde Staten, die tijdens de Burgeroorlog en de bankcrisis tot stilstand was gekomen, komt weer op gang.
- De Indianenleider Geronimo ontsnapt in 1885 uit zijn reservaat en begint een guerrilla in Nieuw-Mexico. Hij wordt gepakt, ontsnapt weer maar in 1886 komt er definitief een einde aan zijn strijd.
- Bij de herbouw van het door brand verwoeste stadscentrum van Chicago worden de eerste wolkenkrabbers gebouwd door architecten als William Le Baron Jenney, John Wellborn Root en Louis Sullivan. De uitvinding van het stalen skelet en van de elektrische lift maken dat mogelijk.
- Terwijl Helen Hunt Jackson met Ramona vooral de mishandeling van de indianen wil aanklagen, blijkt de roman uitermate succesvol in het romantiseren van het Spaans-Mexicaanse erfgoed van Californië. Omdat de publicatie van Ramona samenvalt met de opening van de spoorwegen naar Los Angeles, komen toeristen na 1884 in grote stromen naar Zuid-Californië om er de plaatsen uit de roman te zien.
- 1888 : Brazilië schaft als laatste de Trans-Atlantische slavenhandel af.
- 1889 : Proclamatie van de Republiek Brazilië. Keizer Peter II van Brazilië wordt afgezet.
- 1889 : Land Run van Oklahoma. 50 000 mensen staan op een lijn om de staat Oklahoma in te palmen.

Azië
- 1880 : Eerste alia.  De Joodse trek naar Palestina komt op gang.
- 1883 : De uitbarsting van de Krakatau leidt tot een jarenlange afkoeling van het klimaat wereldwijd met 1 graad Celsius en tot een minder heldere lucht. Pas in 1888 herstelt de natuur zich.
- 1884-1885 : Chinees-Franse Oorlog. Frankrijk wil de Chinese macht breken in Tonkin in het noorden van Vietnam. In 1887 creëert Frankrijk de Unie van Indochina.

Oceanië
- De Australische kolonies bouwen het Dingo Hek van oost naar west, om de schapen in het zuiden te beschermen tegen de dingo's uit het noorden.
- 1883 : Het Duitse Rijk verwerft Duits-Nieuw-Guinea.
- 1889 : Frans-Polynesië krijgt vorm onder de noemer les Établissements français de l’Océanie (EFO).

Militair
- Frankrijk bouwt een nieuwe fortengordel langs de grens met Duitsland.
- Ontwikkeling en invoering van de brisantgranaat, een stalen huls gevuld met springstof, waarbij de omhulling bij de ontploffing in scherven breekt, die in het rond vliegen en daardoor schade toebrengen.

Godsdienst
- Een grote groep Protestanten in Amsterdam scheidt zich in 1886 onder leiding van Abraham Kuyper af van de Nederlandse Hervormde Kerk: Doleantie. Ze bezetten de Nieuwe Kerk, maar worden daaruit verwijderd. In 1888 is hun eigen kerkgebouw klaar: de Keizersgrachtkerk.
- De Cambridge Seven vertrekken in 1885 als zendeling naar China. Hun eerste ervaringen daar worden opgetekend in het boek The Evangelisation of the World: A Missionary Band (1887). Dit boek wordt een bestseller in het hele Britse rijk en in de Verenigde Staten. De belangstelling voor het werk van de China Inland Mission neemt enorm toe. In 1885 zijn er 163 zendelingen voor de organisatie werkzaam in China. In 1890 is dit aantal verdubbeld.
- Als in 1880 de Vrijdenker Charles Bradlaugh zijn intrede doet in het Britse Lagerhuis, mag hij zonder eed zijn zetel niet innemen. Bij tussentijdse verkiezingen wordt hij herkozen en de geschiedenis herhaalt zich. Zo nog driemaal, tot hij in 1886 toch maar zweert op de Bijbel. In 1888 lukt het hem de Gelofte als alternatief aanvaard te krijgen, ook in de rechtbanken.
- Tussen 1883 en 1887 wordt de Sint-Petrus-en-Pauluskathedraal (Paramaribo) gebouwd.
- In het Verenigd Koninkrijk komt de Herziene Versie gereed van de King James Bible: het Nieuwe Testament in 1881 en het Oude Testament in 1885.

Sociaal-economisch
- 1884 : In de Franse Derde Republiek voert minister Jules Ferry een drastische secularisatie door in het onderwijs en legaliseert de vakbeweging.
- Door de sociale zekerheid te vergroten probeert de Duitse rijkskanselier Otto von Bismarck de socialisten de wind uit de zeilen te nemen: in 1883 wordt een ziekteverzekering ingevoerd, in 1884 een ongevallenverzekering en in 1889 een pensioenverzekering.
- De American Federation of Labor eist in november 1884 dat per 1 mei 1886 de achturendag wordt ingevoerd. Een demonstratie op deze dag loopt door het politieoptreden uit de hand. De AFL besluit in 1888 om voortaan op 1 mei jaarlijks te demonstreren voor de invoering van een 8-urige werkdag. Het voorstel wordt in 1889 overgenomen op het eerste congres van de Tweede Internationale te Parijs.
- De Nederlandse Tweede Kamer stelt vast, dat het Kinderwetje van Van Houten niet goed werkt. Voor het eerst wordt een parlementaire enquête ingesteld naar de 'arbeidsomstandigheden'. Als een lid van de enquêtecommissie, de katholiek Ruys de Beerenbrouck, in 1887 minister wordt, brengt hij de eerste Arbeidswet tot stand, waarin gevaarlijk werk en nachtarbeid door vrouwen wordt verboden. De kinderarbeid wordt verder beperkt, op papier. Voor de handhaving wordt de Arbeidsinspectie ingesteld. Deze krijgt in het gehele land twee inspecteurs.
- De Nederlandse arbeiders radicaliseren door de economische crisis en door het uitblijven van hervormingen. De veroordeling van de 'apostel der arbeiders' Ferdinand Domela Nieuwenhuis maakt hen woedend. Velen kopen een revolver op afbetaling, en oefenen zondags op schietbanen en in parken. In Amsterdam wordt de politiecommissaris Stork een gat in de hoed geschoten.

Gezondheidszorg en hygiëne

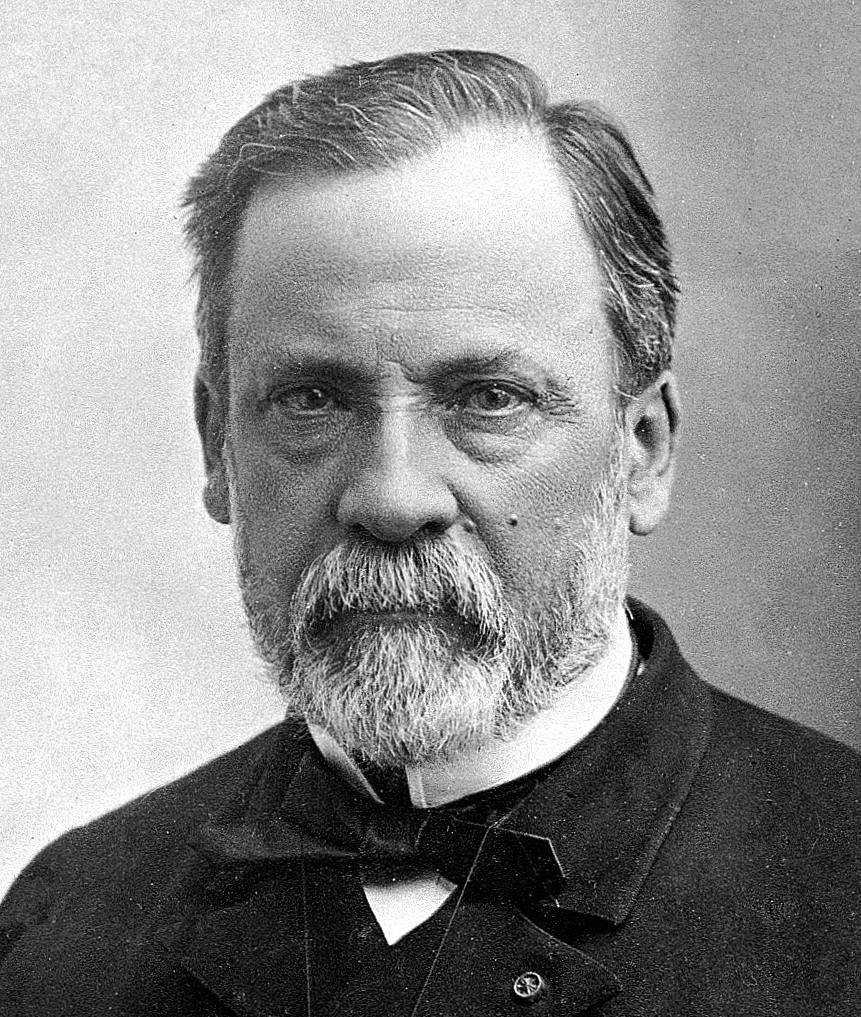
Louis Pasteur

- De Franse chemicus Louis Pasteur toont in 1881 aan, dat gevaccineerde kinderen afweer opbouwen. In 1885 vaccineert hij een door een dolle hond gebeten jongen, die inderdaad niet ziek wordt.
- De Duitse medicus Robert Koch doet onderzoek bij cavia's. In 1882 maakt hij bekend, dat hij de bacterie heeft ontdekt die tuberculose veroorzaakt. In het volgend jaar treft hij in het drinkwater de "kommabacil" aan, die cholera veroorzaakt. Ook in 1884 ontdekt de Duits-Joodse arts Arthur Nicolaier de bacterie die aan de oorsprong van tetanus ligt.
- De grote steden gaan zich intensief bemoeien met de slacht van vee om de hygiëne te vergroten. In Rotterdam (1883) en Amsterdam (1887) worden gemeentelijke slachthuizen gebouwd en Brussel krijgt in 1888 het nieuwe slachthuis van Anderlecht.

Wetenschap en Innovatie
- 1880 : De gebroeders Picha uit Gent kopen het octrooi van Joseph Monier, een van de grondleggers van het gewapend beton. Het gewapend beton doet zijn intrede in België en acht jaar later in Nederland.
- 1884 : Op de Internationale Meridiaanconferentie wordt de Nulmeridiaan bepaalt.
- 1884 : Oliver Heaviside en Josiah Willard Gibbs publiceren een verkorte versie van de wetten van Maxwell, gebaseerd op vectoranalyse.
- 1887 : Heinrich Hertz vindt een toestel uit om het bestaan van elektromagnetisme aan te tonen.
- In 1881 ontdekt een archeoloog in Savelsbos vele stukken vuursteen die door mensen bewerkt zijn, waarna er vele jaren van onderzoek volgen in de Vuursteenmijntjes Schone Grub en de vuursteenmijnen van Rijckholt.

Transport
- 1881 : Werner von Siemens vindt de elektrische tram uit.
- 1885 : Gottlieb Daimler en Wilhelm Maybach komen met de eerste motorfiets: de Einspur.
- 1885 : Carl Benz vindt het eerste benzinemotorvoertuig uit.

Elektriciteit
- De Amerikaanse industrieel George Westinghouse begint een felle concurrentiestrijd tegen Thomas Edison. Deze vete zal de geschiedenis ingaan als "The War of Currents", de oorlog van de stromen.
- In 1882 wordt een waterkrachtcentrale gebouwd bij St. Anthony Falls in Minneapolis, de eerste Amerikaanse energiecentrale die elektriciteit opwekt uit waterkracht.
- Enkele woningblokken krijgen een station voor elektrische verlichting. In 1889 wordt de Tweede Kamer op zo'n station aangesloten.
- In 1881 is Godalming in Engeland de eerste Europese stad met elektrische straatverlichting. Op het continent volgen in 1882 Neurenberg en in 1884 Timișoara in Oostenrijk-Hongarije (thans Roemenië). De eerste Nederlandse plaats met elektrische straatverlichting is in 1886 Nijmegen en in België is dat in 1887 Borgerhout. Rotterdam krijgt in 1885 elektrische stadsklokken, die 's avonds worden verlicht door gaslantaarns.
- Ook de scheepsbouw heeft in dit vroege stadium belangstelling voor de gloeilamp, omdat de gas- en olielampen in de omgeving van stoommachines zeer brandgevaarlijk zijn. Smit Slikkerveer bijvoorbeeld voorziet nieuwe zeeschepen van elektrisch licht voor de Maatschappij Zeeland. Dit bedrijf zet ook bij Kinderdijk Nederlands eerste elektriciteitscentrale neer.
- Door een defect aan een gaslantaarn ontstaat in december 1881 de Ringtheaterbrand te Wenen, waarbij 448 doden vallen. Daarna worden houten theaters snel vervangen door stenen gebouwen, zoals het Cirque Jules Verne te Amiëns en Carré te Amsterdam. Ook wordt zo snel mogelijk elektrisch licht aangebracht in de theaters.

Landbouwcrisis
- In Europa breekt een grote landbouwcrisis uit. Goedkoop graan overspoelt de Europese markten vanuit de Verenigde Staten, waar de Amerikaanse Burgeroorlog is geëindigd en mechanisering is ingevoerd.
- De graancrisis wordt gevolgd door een suikercrisis, veroorzaakt door overproductie en afnemende vraag.
- De invoering van kunstmest versterkt de landbouwcrisis. Nog meer boeren en boerenknechts worden overbodig en trekken naar de grote steden, waar ze terechtkomen in het leger van fabrieksarbeiders of werklozen.
- Ook Nederland wordt zwaar getroffen door de landbouwcrisis. Door import uit Denemarken zakt de boterprijs in een paar jaar van 70 gulden per vat naar 40 gulden per vat. Rundvlees wordt met koelschepen geïmporteerd uit Argentinië. Met steun van de regering wordt een nationale landbouwtentoonstelling georganiseerd om de boeren vertrouwd te maken met nieuwe technieken.
- In Frederiksoord wordt de Gerard Adriaan van Swieten Tuinbouwschool gesticht, waarmee het landbouwonderwijs in Nederland een aanvang neemt.

Waterwerken
- De kust van de kop van Noord-Holland wordt beschermd door de aanleg van de Hondsbossche Zeewering. De Zuiderzeevereniging onderzoekt de mogelijkheden tot afsluiting en inpoldering van de Zuiderzee. Van inpoldering van de Waddenzee wordt afgezien na de sof met de dam naar Ameland.
- Als in december 1880 de Maas in Limburg weer buiten haar oevers treedt door ijsgang benedenstrooms, is de tijd rijp voor de "Deltawerken van de 19e eeuw: de scheiding van Maas en Waal door de verlegging van de Maasmond naar de Amer. Daartoe wordt vanaf 1886 de Bergsche Maas gegraven. Er worden graafmachines ingezet die ook bij het graven van het Panamakanaal worden gebruikt.
- In 1881 wordt besloten tot de aanleg van het Merwedekanaal. Hiervoor wordt de Koninginnensluis, met de Emmabrug en de Wilhelminabrug, gebouwd in de periode 1882-1886.

Fotografie

Animatie van Muybridgeserie: Paard in galop.

- De fotograaf Eadweard Muybridge maakt tussen 1884 en 1887 vele fotosequenties van dravende paarden. Hij wekt daarmee een suggestie van beweging, tien jaar voor de eerste film.
- Een van de eerste boxcamera's voor flexibele film op een rol wordt door George Eastman in 1888 op de markt gebracht. Met deze Kodak wordt fotografie toegankelijk voor het grote publiek. In 1889 verschijnt het "boxje"in verbeterde vorm onder de naam "Kodak No. 1". Baanbrekend is de afdrukservice die Eastman aanbiedt: men kan de camera naar de fabriek sturen, waar de film eruit wordt gehaald en de foto's afgedrukt worden.
- De Parijse politiecriminoloog Alphonse Bertillon introduceert de forensische fotografie: het systematisch fotograferen van de plaats delict, het slachtoffer en de verdachten. De laatsten worden geclassificeert door zijn systeem van Antropometrie en beschrijving van bijzondere kenmerken. Deze aanpak leidt in enkele jaren tot de oplossing van 800 moorden in Parijs, zodat de methode-Bertillon in veel landen navolging krijgt.

Kunsten
- De Franse schildersgroep Les Nabis zet zich af tegen het vormvervagende impressionisme en tegen het systematische pointillisme uit het postimpressionisme, door het met lijnen afgebakende naast elkaar plaatsen van strikt afgewogen onvermengde kleurvlakken. Het wordt hun cloisonnisme, waarvan Paul Gauguin, Émile Bernard en Paul Sérusier de onbetwiste meesters zijn.
- De Japanse prentkunst is een inspiratiebron voor onder andere Van Gogh, Monet, Toulouse-Lautrec en Bernard.
- Alfred Verwee ontdekt omstreeks 1880 de charmes van de Vlaamse kust in de omgeving van Knokke en Heist met zijn duinen en zee, maar vooral het achterliggend polderlandschap. Geleidelijk groeit Knokke, in zijn spoor uit tot een kunstenaarsdorp, dat in de zomer veel vooraanstaande kunstenaars uit binnenland en buitenland aantrekt. In de zomer van 1883 verblijft Théo van Rysselberghe in Knokke. Hij is in gezelschap van een aantal jonge schilders, allen toekomstige leden van de Brusselse kunstkring Les XX nl. Zij komen op zoek naar het licht aan de Vlaamse kust en willen de vluchtige impressie ervan weergeven met donkere maar toch frisse en genuanceerde kleuren.
- In dit decennium komt het hele oeuvre van Vincent van Gogh tot stand, van zijn Brabantse jaren met de sociaal bewogen werken als De aardappeleters (1885) tot de laatste jaren in Arles (1888-1890) met de expressionistische doeken in uitbundige kleuren.
- Les poètes maudits is oorspronkelijk de titel van een in 1884 verschenen bloemlezing door Paul Verlaine met onder meer werk van Charles Baudelaire, Arthur Rimbaud, Comte de Lautréamont en anderen. Al snel beginnen deze en een hele generatie dichters na hen zich onder deze noemer te presenteren en wordt het bijna een soort van literaire stroming.   :
- Een groep van jonge schrijvers ontstaat in Nederland rond Willem Kloos en het tijdschrift De Nieuwe Gids. Ze worden later de Tachtigers genoemd. Net als de Belgische groep La Jeune Belgique huldigen ze het principe van L'art pour l'art.
- 1882 – Franz von Stuck richt samen met Wilhelm Trübner de Münchener Sezession, deel uitmakende van de jugendstil, op, wat in de daaropvolgende jaren internationale navolging zal ondervinden.

Natuur
- De laatste beschreven tarpan sterft in 1887 in gevangenschap in de dierentuin van München, Duitsland. De laatste wilde tarpan was in 1879 in Askania Nova (tegenwoordig Oekraïne) gestorven. Ze viel in een ravijn tijdens een poging om haar te vangen.
- Nikolaj Przjevalski ontdekt op zijn tochten in Azië het Przjevalskipaard en de Wilde kameel.

Sport
- Pim Mulier introduceert in Nederland de sporten tennis, atletiek en hockey.
- Antwerp Athletic Club organiseert de beoefening van tennis, rugby, cricket en voetbal. Vanaf 1887 is de voetbaltak apart georganiseerd in de Antwerp Football Club. Vanaf 1889 is de Brussels Football Club de grote rivaal.
- Het eerste voetbal in Nederland wordt in het Vondelpark gespeeld door Engelse medewerkers van de gasfabrieken in Amsterdam. Ook de HFC van Pim Mulier gaat in 1883 over van de ovale rugbybal op de ronde voetbal. In 1889 wordt de Nederlandse Voetbal- en Atletische Bond opgericht. De bond telt zeven clubs met samen 250 leden.
- In Ierland wordt de Gaelic Athletic Association (Cumann Luthchleas Gael), of GAA, opgericht, met als doel authentieke Ierse sport te promoten. Voornamelijk gaat het dan om gaelic football, hurling, camogie en rounders.

<< · 1880 · 1881 · 1882 · 1883 · 1884 · 1885 · 1886 · 1887 · 1888 · 1889 · >>
<< · 1800-1809 · 1810-1819 · 1820-1829 · 1830-1839 · 1840-1849 · 1850-1859 · 1860-1869 · 1870-1879 · 1880-1889 · 1890-1899 · >>